# Всесвітній день творчості та інноваційної діяльності
Всесвітній день творчості та інноваційної діяльності (World Creativity and Innovation Day) — міжнародний день ООН, відзначається 21 квітня. Започаткували свято  у 2002 році, а  Організація Об’єднаних Націй проголосила його міжнародним днем у 2017 році. Святкові заходи спрямовані на підвищення рівня інформованості суспільства про творчість та інноваційну діяльність.

## Резолюція Генеральної асамблеї ООН
Резолюція №A / RES / 71/284 від 27 квітня 2017 року Генеральної асамблеї ООН пропонує всім державам членам, організаціям системи Організації Об’єднаних Націй та іншии міжнародним і регіональним організаціям, а також громадянському суспільству (як неурядовим організаціям, так і окремим осібам) відзначати цей день з метою підвищення рівня інформованості про роль творчості та інноваційної діяльності у вирішенні проблем, у економічному та соціальному розвитку.

## Історія започаткування
Автором ідеї святкування Всесвітнього дня творчості та інноваційної діяльності  стала фахівчиня з творчості Марсі Сігал. Вона деякий час навчалася і працювала у Міжнародному центрі досліджень творчості (ICSC) при коледжі Нью-Йоркського університету штату Буффало (США). Кожного червня з 1977 по 2007 роки дослідниця працювала волонтером (обіймала різноманітні керівні посади) у CPSI. Отриманий досвід пыдтримував її бажання звільнити мислення людей. Марсі переконувала співробітників використовувати різноманітні нестандартні підходи до вирішення проблем.
У 1980 – 2010 рр. Марсі працювала старшим викладачем в Інституті розв’язання творчих проблем, була членом правління Американської асоціації творчості, а також очолювала Асоціацію психологів Онтаріо. Одного разу вона прочитала газетний заголовок «Канада у кризі творчості» і вирішила, що настав час змін. Разом із своїми коллегами науковиця15-21 квітня 2001 року  провела тиждень творчості та інновацій, щоб спонукати людей з допомогою творчості та інновацій змінити світ накраще, а вже
21 квітня 2002 року Міжнародний день творчості відзначали  в Канаді, США, Нідерландах, Бразилії, та Таїланді. У наступні роки до святкування поєдналися Франція, Великобританія, Італія, Греція, Словенія, Австралія, Аргентина, Індія,  Єгипет, Перу, Чилі, Малайзія, Сальвадор, Марокко, ОАЕ, Еквадор, Колумбія та інші країни.